# Neverovatan dvoboj
Neverovatan dvoboj je 142. epizoda serijala Kit Teler (Mali rendžer) obјavljena u Lunov magnus stripu #1026. Sveska je u Srbiji objavljena 6. avgusta 2024. Koštala je 370 dinara 3,16 €, 3,45 $). Epizoda je imala 96 strana. Izdavač јe bio Golkonda iz Beograda. Tiraž sveske bio je 3.000 primeraka.

## Originalna epizoda
Epizoda je premijerno objavljena u Italiji u svesci #142. pod nazivom L’incredible duello objavljena u septembru 1975. Sveska je koštala 350 lira (0,32 $; 1,27 DEM). Epizodu je nacrtala Lina Bufolente, a scenario napisao Andrea Lavecolo. Originalne korice nacrtao je Franko Donateli, tadašnji crtač Zagora.

## Prvo pojavljivanje ove epizode u LMS 1978. godine
Ova epizoda je već štampana u bivšoj Jugoslaviji u LMS-303 Gvozdeni čovek. U prvom objavljivanju u LMS 1978. godine, epizoda je podeljena u dve sveske. Originalno, izašla je u tri sveske, što je poštovano u LMS-1034-1036.

## Kratak sadržaj
Pogledati prvo izdanje ove epizode u LMS pod nazivom Gvozdeni čovek.

## Fusnote
1. ↑  https://golconda.rs/shop/lms/lms-1036-kit-teler/
2. ↑  Spisak sa svim originalnim naslovnicama može se naći na https://www.comics.org/series/39606/covers/?page=3 (17.5.2023)